# 二木正人
二木 正人（ふたつぎ まさと、1950年4月17日 - ）は、日本の実業家。弟は二木商会代表取締役社長で上野観光連盟名誉会長を務める二木忠男。
東京都板橋区出身。板橋区立志村第三小学校、立教中学校（現：立教池袋中学校）、立教高等学校（現：立教新座高等学校）、立教大学法学部卒業。大阪の菓子問屋で2年間修行し、1975年実父が創業した「二木の菓子」が屋号の株式会社二木に入社。1998年社長就任、1999年二木ゴルフ社長就任。
立教中学を受験した最大の理由は、立教大学出身の読売ジャイアンツの主砲長嶋茂雄に憧れていたため。中学・高校時代は野球部、大学時代はアメフト部。現在の趣味はそれらの競技の観戦。
1975年11月16日、大学の同期生だった女性と結婚。
2024年4月に旭日双光章を受章した。

## テレビ出演
- 日経スペシャル カンブリア宮殿 客を笑顔に 地方を元気に！菓子専門店の独自すぎる経営術（2019年2月7日、テレビ東京）[4]